# Walter J. Turner

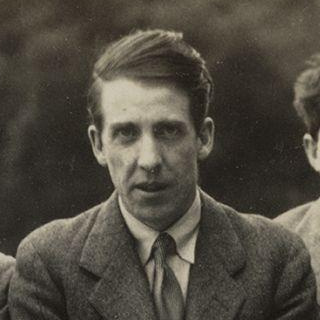
Walter J. Turner

Walter James Redfern Turner (* 13. Oktober 1889 in Melbourne; † 18. November 1946 in  Hammersmith, London) wurde in Australien geboren und ging dort auch zur Schule; er zog aber nach Großbritannien, um dort als Schriftsteller zu arbeiten.

## Leben und Wirken
Turner war mit vielen Dichtern befreundet, so zählte er Siegfried Sassoon und Virginia Woolf zu seinen Freunden. Edward Marsh nahm seine Gedichte in die Sammlung Georgian Poetry 1916–17 (1917) und Georgian Poetry 1918–19 (1919) auf. Vom Ersten Weltkrieg bis in die 30er Jahre hinein war Turner vor allem als Dichter bekannt. Er schrieb aber auch Biographien über Komponisten u. a. über Mozart, Beethoven und Berlioz.